# Естествен прираст
Естествен прираст е термин в демографията, описващ състояние на населението, който се получава от разликата между раждаемостта и смъртността. Отразява броя хора, с който населението в света или определен регион по естествен начин нараства или намалява. Изразява се чрез коефициент на естествения прираст (в ‰ (промили)). Естественият прираст е положителен, когато ражданията са повече от смъртните случаи. Отрицателен естествен прираст (или намаляване на населението) има, когато съответно броят на смъртните случаи е по-висок от броя на ражданията. България е една от тези страни.

## Групиране на страните по естествен прираст
- Класификация на Урланис. Според нея страните се разделят на седем групи.[3]
  - без прираст (отрицателен естествен прираст) – по-малък от 0‰. Характерен е за страните в Източна Европа и някои развити страни от ЕС.
    - Естония – (−2‰)
    - Германия – (−2‰)
    - Литва – (−4‰)
    - Латвия – (−5‰)
    - Унгария – (−3‰)
    - България – (−3,5‰)
    - Румъния – (−2‰)
    - Украйна – (−6‰)
    - Русия – (−6‰)
    - Великобритания – (−4‰)

  - много нисък – от 0 до 2,9‰
    - Италия – 0%
    - Япония – 0

  - нисък – от 3 до 5,9‰
  - среден – от 6 до 9,9‰
    - САЩ – 6‰
    - Куба – 6‰
    - Австралия – 6‰
    - Нова Зеландия – 7‰
    - Уругвай – 8‰
    - Китай – 9‰

  - висок – от 10 до 19,9‰
    - Бразилия – 13‰
    - Виетнам – 14,5‰
    - Турция – 12‰
    - Индия – 17‰

  - извънредно висок – от 20 до 29,9‰
    - Мексико – 20‰
    - Сирия – 26‰
    - Парагвай – 27‰

  - максимален – над 30‰
    - Република Конго – 30‰
    - Никарагуа – 30‰
    - Йордания – 30‰
    - Мали – 31‰
    - Оман – 31‰
    - Саудитска Арабия – 31‰
    - Демократична република Конго – 33‰
    - Нигер – 35‰
    - Сомалия – 34‰
    - Йемен – 41,5‰